# Lewis-Nunatak
Der Lewis-Nunatak ist ein isolierter und hauptsächlich verschneiter Nunatak im westantarktischen Marie-Byrd-Land. Er ragt 16 km südöstlich des Davies Escarpment und 22,5 km südöstlich des Nolan Pillar am südlichen Ende der Thiel Mountains auf. 
Peter Bermel und Arthur B. Ford, die gemeinsam eine Expedition des United States Geological Survey von 1960 bis 1961 in die Thiel Mountains leiteten, nahmen die Benennung vor. Namensgeber ist der US-amerikanische Geologe Charles R. Lewis, der von 1955 bis 1956 an Bord unterschiedlicher Forschungsschiffe Untersuchungen in der Region um den McMurdo-Sund und in der Gruppe der Balaena-Inseln betrieben hatte.